# Cadum
Cadum est une marque de savon française créée en 1907 et propriété de L'Oréal.

## Historique de la marque

### Origines et premiers développements

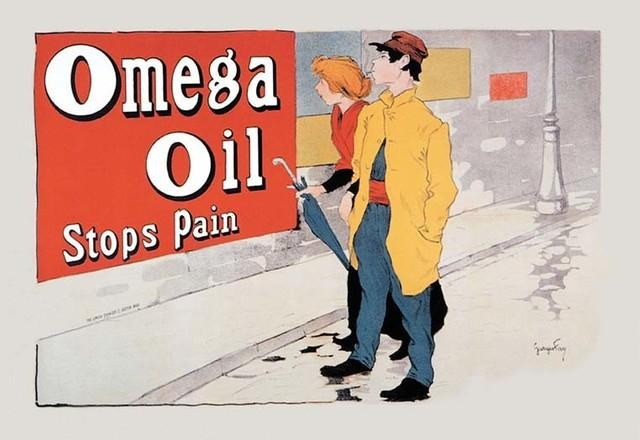
Publicité pour l'Omega Oil (« qui arrête la douleur ») conçue par Georges Fay (Londres, années 1900).

En 1907, Michael Winburn (1861-1930), homme d'affaires américain, achète à Paris un baume capable d'éradiquer les eczémas tenaces. Guéri grâce à cette pommade, ce fondateur d'une entreprise de produits chimiques basée à New York, l'Omega Chemical Company, qui commercialise dans le monde entier l'Omega Oil, et également détenteur d'une agence de publicité, décide de s'associer au pharmacien Louis Nathan, pour commercialiser ce remède. Le nom latin de l'huile de cade utilisée comme composant du remède, donne son nom à la marque : Cadum. 
La première usine Savon Cadum est installée rue de la Sablière à Courbevoie et commercialise alors en pharmacie le baume à l'huile de cade, une pommade et un dentifrice. Le savon Cadum apparaît en 1912 dans tout type de points de vente à prix modique. Sur le modèle de l'économie américaine, la société base son commerce sur la publicité et la démocratisation des préceptes hygiéniste en France autour de l'usage du savon solide. On peut ainsi lire « Ne vous grattez jamais ! Pommade Cadum soulage immédiatement et guérit toutes les affections de la peau ».

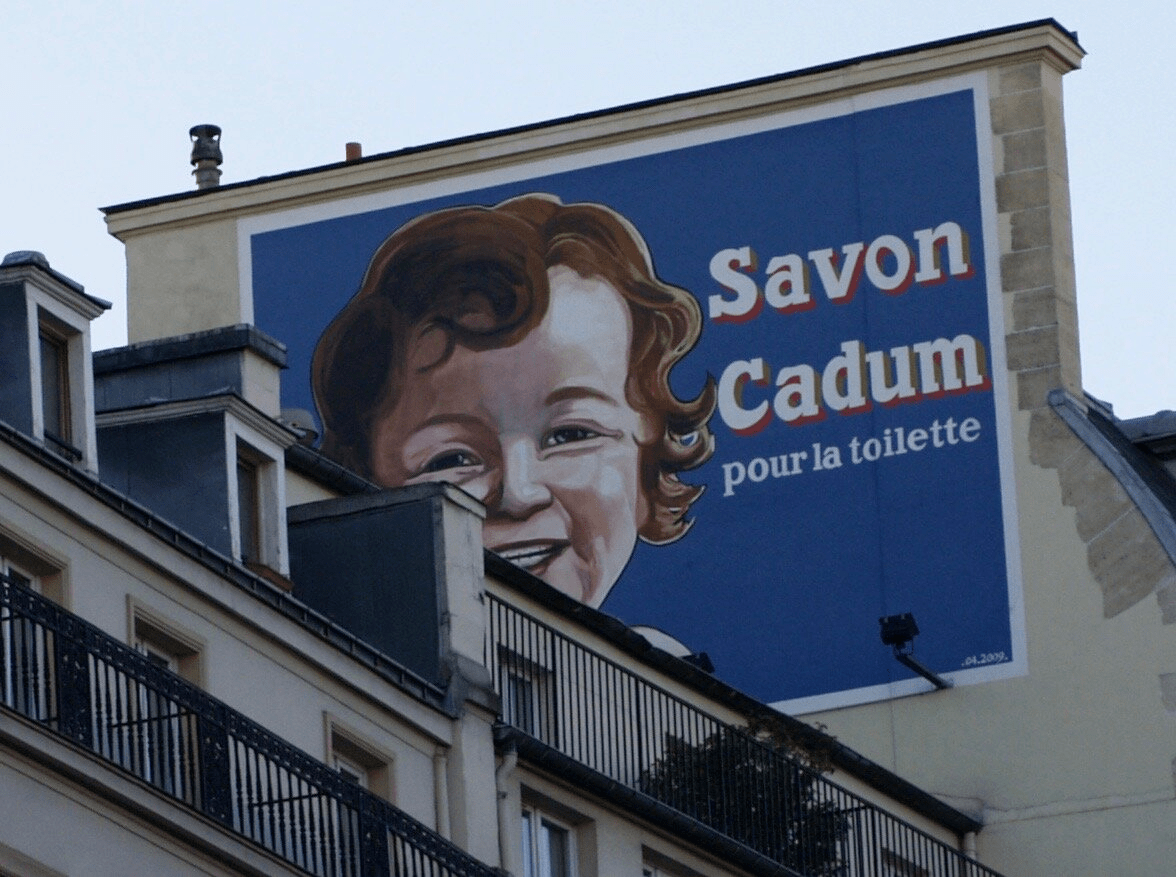
Publicité murale du Savon Cadum situé au no 5 boulevard Montmartre à Paris.

Winburn adopte le marketing moderne reposant sur un concept fort (douceur + bébé + code couleur rose) et a recours à une publicité intensive utilisant l'image du bébé Cadum. Il commande en 1912 à l'artiste décorateur Arsène-Marie Le Feuvre l'illustration d'un poupon, devant symboliser la propreté et la douceur. Le bébé à la sortie du bain, assis sur un drap devant la baignoire, avec savon et éponge, devient l'image emblématique de Cadum. Il colonise les murs de Paris après la Première Guerre mondiale. Le premier « Bébé Cadum » photographié fut, en 1925, Maurice Obréjan. En parallèle, la marque utilise les stars de l'époque, dont Mistinguett, Gabrielle Robinne et Huguette Duflos, pour vanter ses mérites. En hommage et parce qu'il était philanthrope et francophile, Courbevoie inaugura plus tard une rue Michael-Winburn.
La société diversifie ses produits, les élargissant au shampooing, talc, cold cream, et crème à barbe en bâton. Le succès culmine en 1930, la marque détenant la moitié du marché des produits d'hygiène corporelle en France, jusqu'à même se retourner contre la marque, quand cette même année, des critiques se font entendre contre l'omniprésence des bébés dans la publicité et des affiches Cadum en particulier. Alors que la Croix-Rouge publie ainsi Les revendications des bébés, les savons de Marseille, peu différenciés, perdent le marché du soin du corps pour se concentrer sur le soin du linge. 
Après la guerre, alors que les savons de Marseille tendaient à disparaître à l'avantage des lessives, la société Cadum lançait le premier détergent sous la marque PEC (Produit d'entretien Cadum) qui deviendra Paic.

### Fusion et acquisitions
En 1952, la société Cadum fusionne avec la société Palmolive France, filiale de Palmolive USA. La nouvelle entité porte le nom de Cadum Palmolive. Puis en 1964, elle prend le nom de Colgate-Palmolive. Le bébé retrouve le haut de l'affiche, après une mise en sommeil durant la période de la guerre, et figure désormais dans une baignoire. L'image est abandonnée dans les années 1960, si ce n'est sur les emballages.
Cédé par Colgate-Palmolive en 2003, la marque est reprise par le fonds d'investissement CDC Capital Investissement (devenue Qualium en 2010), filiale de la Caisse des dépôts et consignations, et CIC Finance, puis par le fonds franco-britannique Milestone, sur l'impulsion de Gilles Nouailhetas et Jean-Marie Total. À la suite de l'adoption d'un nouveau modèle économique tous les produits Cadum sont fabriqués par des sous-traitants, le secteur recherche et développement a lui aussi été externalisé vers des laboratoires indépendants[C'est-à-dire ?], seuls la logistique et les services commerciaux restent propres à la marque et basés en France. 
Dans son guide Cosmetox, Greenpeace a reconnu Cadum comme société « ayant garanti ne pas utiliser dans la composition de leurs produits les substances toxiques ». La marque n'utilise ni conservateur, ni EDTA, ni BHT.
La société Cadum détient également les marques de savons Cleopatra et Donge. Se concentrant sur le marketing et la recherche et développement, la distribution des produits était soustraitée à Eugène Perma jusqu'en 2008 avant la création début 2009 d'une force de vente en propre. De nouveaux produits ont été lancés, investissant les segments du gel douche et des produits de soin pour les bébés puis pour les mères.
Le 26 avril 2012, L'Oréal annonce avoir acquis à Milestone la société Cadum pour 200 millions d'euros.

## Postérité
L'expression « Bébé Cadum » illustre la notoriété vite acquise par l'icône de la marque. En 1924, la société organise la première élection du bébé Cadum. Cadum est aujourd'hui une gamme de savons et de douches. 
Le « Bébé Cadum » est évoqué dans le roman de Georges Simenon, Le Revolver de Maigret (1952).
L'expression est évoquée dans le 105e des 480 souvenirs cités par Georges Perec, dans son ouvrage Je me souviens (1978).
Le 24 juin 2017, le premier « Bébé Cadum », Maurice Obréjan, meurt à l'âge de 92 ans. Résistant et déporté pendant la guerre, il était resté parrain de cette élection organisée chaque année par la marque de cosmétique.

## Sources
- « Histoire du savon Cadum », Musée de la publicité/archives.is.
- Victor Battaggion, « Cadum, le bébé jeté avec l'eau du bain », dans Historia, avril 2007.
- Le bébé cadum, un siècle d'histoire, site internet de la marque.
- Notre usine, l'espace d'une vie[Où ?] réalisé par Colgate Palmolive à l'occasion de la fermeture de son usine de Courbevoie, 1er trim. 1990.